# Mimophytum omphalodoides
Mimophytum es un género monotípico de plantas con flores perteneciente a la familia Boraginaceae. Su única especie: Mimophytum omphalodoides, es originaria de México.

## Taxonomía
Mimophytum omphalodoides fue descrito por Jesse More Greenman y publicado en Proceedings of the American Academy of Arts and Sciences 41: 242–243. 1905.